# San Isidro Choré
San Isidro Choré (auch Villa Choré oder Sindicato Agrario El Choré) ist eine Ortschaft im Departamento Santa Cruz im Tiefland des südamerikanischen Anden-Staates Bolivien.

## Lage im Nahraum
San Isidro Choré ist die fünftgrößte Ortschaft im Municipio Yapacaní in der Provinz Ichilo. San Isidro Choré liegt zehn Kilometer westlich von Yapacaní, auf einer Höhe von 317 m am Ufer des Río Choré, der hier in nordwestlicher Richtung fließt und vorbei an San Juan Campo Víbora flussabwärts in den Río Marmorecillo mündet.

## Geographie
San Isidro Choré liegt östlich vorgelagert der bolivianischen Cordillera Oriental am Rande des bolivianischen Tieflandes.
Die Jahresdurchschnittstemperatur der Region liegt bei etwa 24 °C (siehe Klimadiagramm Santa Fe de Yapacaní) und schwankt nur unwesentlich zwischen knapp 21 °C im Juni und Juli und gut 26 °C von November bis Januar. Der Jahresniederschlag beträgt etwa 1800 mm, bei Monatsniederschlägen zwischen 60 mm im Juli und durchschnittlichen Höchstwerten von 200 bis 300 mm in den Sommermonaten von Dezember bis Februar.

## Verkehrsnetz
San Isidro Choré liegt in einer Entfernung von 136 Straßenkilometern nordwestlich von Santa Cruz, der Hauptstadt des Departamentos.
San Isidro Choré liegt an der 1657 Kilometer langen Nationalstraße Ruta 4, die von Tambo Quemado an der chilenischen Grenze in West-Ost-Richtung das gesamte Land durchquert und nach Puerto Suárez an der brasilianischen Grenze führt. Sie führt über Cochabamba und Villa Tunari nach San Isidro Choré und weiter über Yapacaní, Santa Cruz und Roboré nach Puerto Suárez.

## Bevölkerung
Die Einwohnerzahl der Ortschaft ist im vergangenen Jahrzehnt um knapp die Hälfte angestiegen:
| Jahr | Einwohner         | Quelle       |
| ---- | ----------------- | ------------ |
| 1992 | keine Detaildaten | Volkszählung |
| 2001 | 582               | Volkszählung |
| 2012 | 858               | Volkszählung |
| 2024 |                   | Volkszählung |